# Felipe Caicedo
Felipe Caicedo   (Guayaquil, 5 de setembre de 1988) Felipe Salvador Caicedo Corozo és un futbolista professional equatorià que actualment juga de davanter per la Genoa.
El juliol de 2014 es va anunciar el seu fitxatge per l'Espanyol, després de desvincular-se de l'Al Jazira. El jugador va signar per dues temporades, i fou presentat el 22 de juliol de 2014.
El novembre de 2015, després d'haver esdevingut un referent en l'atac blanc-i-blau (amb 4 gols en 9 partits en Lliga), va renovar amb el club blanc-i-blau fins al 2019, sent traspassat a la Società Sportiva Lazio en agost de 2017 per 2,5 milions d'euros.

## Clubs
| Club            | Temporada                       | Lliga | Lliga | Copa | Copa | Copa de la Lliga | Copa de la Lliga | Europa | Europa | Total | Total |
| Club            | Temporada                       | Part  | Gols  | Part | Gols | Part             | Gols             | Part   | Gols   | Part  | Gols  |
| --------------- | ------------------------------- | ----- | ----- | ---- | ---- | ---------------- | ---------------- | ------ | ------ | ----- | ----- |
| FC Basilea      | Super Lliga Suïssa 2006-07      | 27    | 7     | 0    | 0    | –                | –                | –      | –      | 27    | 7     |
| FC Basilea      | Super Lliga Suïssa 2007-08      | 18    | 4     | 0    | 0    | –                | –                | 4      | 0      | 22    | 4     |
| FC Basilea      | Total                           | 45    | 11    | 0    | 0    | –                | –                | 4      | 0      | 47    | 11    |
| Manchester City | Premier League 2007-08          | 10    | 0     | 0    | 0    | 0                | 0                | 0      | 0      | 10    | 0     |
| Manchester City | Premier League 2008-09          | 17    | 5     | 1    | 0    | 1                | 0                | 5      | 3      | 24    | 8     |
| Manchester City | Total                           | 27    | 5     | 1    | 0    | 1                | 0                | 5      | 3      | 34    | 8     |
| Sporting CP     | Liga Sagres 2008-09             | 7     | 0     | 0    | 0    | 0                | 0                | 3      | 0      | 10    | 0     |
| Sporting CP     | Total                           | 7     | 0     | 0    | 0    | 0                | 0                | 3      | 0      | 10    | 0     |
| Málaga CF       | Lliga BBVA 2009-10              | 18    | 4     | 0    | 0    | –                | –                | –      | –      | 18    | 4     |
| Málaga CF       | Total                           | 18    | 4     | 0    | 0    | –                | –                | –      | –      | 18    | 4     |
| Llevant         | Lliga BBVA 2010-11              | 26    | 13    | 2    | 1    | –                | –                | –      | –      | 28    | 14    |
| Llevant         | Total                           | 26    | 13    | 2    | 1    | –                | –                | –      | –      | 28    | 14    |
| FC Lokomotiv    | Lliga Premier de Rússia 2011-12 | 16    | 6     | 0    | 0    | 0                | 0                | 6      | 2      | 22    | 8     |
| FC Lokomotiv    | Lliga Premier de Rússia 2012-13 | 6     | 3     | 0    | 0    | 0                | 0                | 0      | 0      | 6     | 3     |
| FC Lokomotiv    | Total                           | 22    | 9     | 0    | 0    | 0                | 0                | 6      | 2      | 28    | 11    |
| Total Carrera   | Total Carrera                   | 145   | 40    | 3    | 1    | 1                | 0                | 18     | 5      | 166   | 48    |

## Palmarès

### Campionats nacionals
| Títol              | Club       | País   | Any  |
| ------------------ | ---------- | ------ | ---- |
| Copa Suïssa        | FC Basilea | Suïssa | 2007 |
| Copa Suïssa        | FC Basilea | Suïssa | 2008 |
| Super Lliga        | FC Basilea | Suïssa | 2008 |
| Supercopa italiana | SS Lazio   | Itàlia | 2017 |
| Copa italiana      | SS Lazio   | Itàlia | 2019 |
| Supercopa italiana | SS Lazio   | Itàlia | 2019 |

## Distincions individuals
| Distinció                               | Any         |
| --------------------------------------- | ----------- |
| Màxim golejador del Llevant UE          | 2010 - 2011 |
| Equip Ideal de la UEFA                  | 2011        |
| Entre els 10 millors davanters d'Europa | 2011        |

## Galeria d'imatges

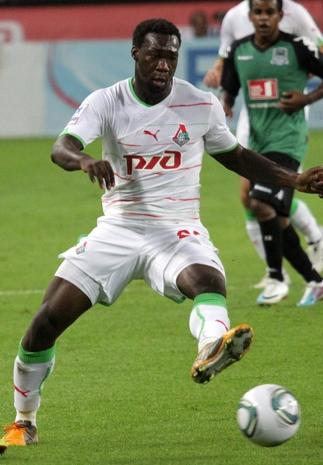
Felipe Caicedo jugant amb el Lokomotiv de Moscou el 2011.
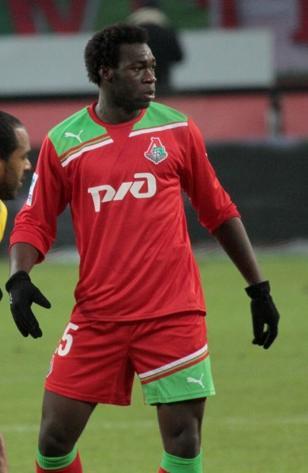
Felipe Caicedo jugant amb el Lokomotiv de Moscou el 2012.